# Weisen
Weisen è un comune di 997 abitanti del Brandeburgo, in Germania.
Appartiene al circondario (Landkreis) del Prignitz (targa PR) ed è parte della comunità amministrativa (Amt) Bad Wilsnack/Weisen.

## Geografia antropica

### Suddivisioni amministrative
Il territorio comunale comprende 2 centri abitati, nessuno dei quali possiede lo status ufficiale di frazione:
- Weisen (centro abitato)
- Schilde